# Заслуженный сотрудник органов государственной безопасности Республики Беларусь
«Заслуженный сотрудник органов государственной безопасности Республики Беларусь» (бел. Заслужаны супрацоўнік органаў дзяржаўнай бясьпекі Рэспублікі Беларусь) — почётное звание в Республике Беларусь. Присваивается по распоряжению Президента Республики Беларусь военнослужащим — сотрудникам органов государственной безопасности за профессиональные заслуги.

## Порядок присваивания

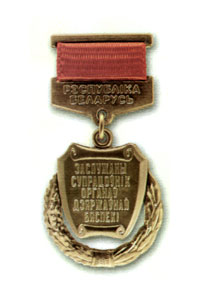
Изображение награды до 2020 года

Присваиванием почётных званий Республики Беларусь занимается Президент Республики Беларусь, решение о присвоении оформляется его указами. Государственные награды (в том числе почётные звания) вручает лично Президент либо его представители. Присваивание почётных званий Республики Беларусь производится на торжественной церемонии, государственная награда вручается лично награждённому, а в случае присваивания почётного звания выдаётся и свидетельство. Лицам, удостоенным почётных званий Республики Беларусь, вручают нагрудный знак.

## Требования
Почётное звание «Заслуженный сотрудник органов государственной безопасности Республики Беларусь» присваивается военнослужащим, работающим в органах государственной безопасности не менее 15 лет, за достигнутые конкретные результаты в оперативно-служебной деятельности, отличное выполнение оперативных и других заданий и проявленные при этом инициативу и настойчивость, а также за заслуги в деле укрепления сотрудничества между службой безопасности Республики Беларусь и службами безопасности иностранных государств.